# Espoo Colts
Gli Espoo Colts sono stati una squadra di football americano di Espoo, in Finlandia; fondati nel 1979 a Helsinki col nome di MAJS, divennero poi Munkka Colts; si sono spostati nel 1991 a Espoo e hanno chiuso nel 1996. Hanno vinto 2 titoli nazionali.

## Dettaglio stagioni

### Tornei nazionali

#### Campionato

##### Vaahteraliiga
| Stagione | regular season | regular season | regular season | regular season | regular season | regular season | playoff | playoff | playoff | playoff | playoff | playoff       | playoff           |
|          | Vin            | Par            | Per            | Tot            | PF             | PS             | Vin     | Per     | Tot     | PF      | PS      | risultato     | avversaria        |
| -------- | -------------- | -------------- | -------------- | -------------- | -------------- | -------------- | ------- | ------- | ------- | ------- | ------- | ------------- | ----------------- |
| 1980     | 5              | 0              | 1              | 6              | 172            | 31             | 1       | 1       | 2       | 20      | 12      | Vaahteramalja | Espoo Poli        |
| 1981     | 7              | 0              | 0              | 7              | 256            | 36             | 2       | 0       | 2       | 58      | 40      | Campioni      | East City Giants  |
| 1982     | 6              | 0              | 2              | 8              | 261            | 105            | 1       | 1       | 2       | 14      | 30      | Vaahteramalja | Helsinki Roosters |
| 1983     | 4              | 0              | 3              | 7              | 88             | 56             | 1       | 2       | 3       | 41      | 83      | Quarto posto  | East City Giants  |
| 1984     | 3              | 0              | 4              | 7              | 71             | 151            | 0       | 1       | 1       | 0       | 26      | Wild Card     | Espoo Poli        |
| Totale   | 25             | 0              | 10             | 35             | 848            | 379            | 5       | 5       | 10      | 133     | 191     |               |                   |

Fonti: Enciclopedia del Football - A cura di Massimo Mezzetti

##### Syys Cup
Torneo non ufficiale.
| Stagione | regular season | regular season | regular season | regular season | regular season | regular season | playoff | playoff | playoff | playoff | playoff | playoff   | playoff          |
|          | Vin            | Par            | Per            | Tot            | PF             | PS             | Vin     | Per     | Tot     | PF      | PS      | risultato | avversaria       |
| -------- | -------------- | -------------- | -------------- | -------------- | -------------- | -------------- | ------- | ------- | ------- | ------- | ------- | --------- | ---------------- |
| 1979     | ?              | ?              | ?              | ?              | ?              | ?              | 0+?     | 1+?     | 1+?     | 0+?     | 6+?     | Finale    | East City Giants |
| Totale   | ?              | ?              | ?              | ?              | ?              | ?              | 0+?     | 1+?     | 1+?     | 0+?     | 6+?     |           |                  |

Fonti: Enciclopedia del Football - A cura di Massimo Mezzetti

##### I-divisioona
| Stagione | regular season | regular season | regular season | regular season | regular season | regular season | playoff | playoff | playoff | playoff | playoff | playoff   | playoff    |
|          | Vin            | Par            | Per            | Tot            | PF             | PS             | Vin     | Per     | Tot     | PF      | PS      | risultato | avversaria |
| -------- | -------------- | -------------- | -------------- | -------------- | -------------- | -------------- | ------- | ------- | ------- | ------- | ------- | --------- | ---------- |
| 1984     | 0              | 0              | 8              | 8              | 6              | 282            | -       | -       | -       | -       | -       | -         | -          |
| Totale   | 0              | 0              | 8              | 8              | 6              | 282            | -       | -       | -       | -       | -       |           |            |

Fonti: Enciclopedia del Football - A cura di Massimo Mezzetti

### Riepilogo fasi finali disputate
| Anno | Luogo    | Evento        | Fase del torneo      | Incontro                  | Risultato |
| 1979 | Espoo    | Syys Cup      | Finale               | East City Giants - MAJS   | 6 - 0     |
| 1980 | Helsinki | Vaahteraliiga | Vaahteramalja        | MAJS - Espoo Poli         | 0 - 12    |
| 1981 | Helsinki | Vaahteraliiga | Vaahteramalja        | MAJS - East City Giants   | 30 - 24   |
| 1982 | Helsinki | Vaahteraliiga | Vaahteramalja        | MAJS - Helsinki Roosters  | 3 - 22    |
| 1983 |          | Vaahteraliiga | Finale 3º - 4º posto | East City Giants - MAJS   | 22 - 3    |
| 1984 |          | Vaahteraliiga | Wild Card            | Espoo Poli - Munkka Colts | 26 - 0    |

## Palmarès
- 2 Vaahteramaljan (1981, 1989)
- 1 Spagettimaljan (1996)
- 4 Campionati Under-19 a 11 (1993-1996)